# Kvintal
Kvintal ima više značenja, a sva su vezana uz mjerenje mase nekog tijela.
Jedno od značenja kvintala je u metričkom sustavu, premda nije SI jedinica, gdje je:
1 kvintal = 100 kg
Posve drugo značenje ima u Imperijalnom i Američkom sustavu mjera.
Kvintal ili kako ga još nazivaju Sto težina (hundred weight) ili Stodio (hundredweight) je jedinica mjere za masu u Američkom sustavu mjera, a povijesno se upotrebljavao u Imperijalnom sustavu mjera u UK, i zemljama Commonwealtha. Ipak postoji razlika između definicije u ta dva sustava.
U Američkom sustavu mjera Stodio je određen kao 100 funta i iznosi:
1 cwt = 45,359237 kg
Ovaj se Stodio koristi i u Kanadi.
U Imperijalnom sustavu mjera Stodio je određen kao 112 funta Avoirdupoisa, ili 8 Stijena.
Odnos prema SI sustavu je sljedeći:
1 cwt = 50.80234544 kg
Da bi se razlikovali međusobno, dodani su im pridjevi short (kratki) za Američki i long (dugi) za Imperijalni Stodio.
Danas se Imperijalni stodio više ne koristi, a Američki je ostao još u upotrebi samo u SAD.